# Kanone V3

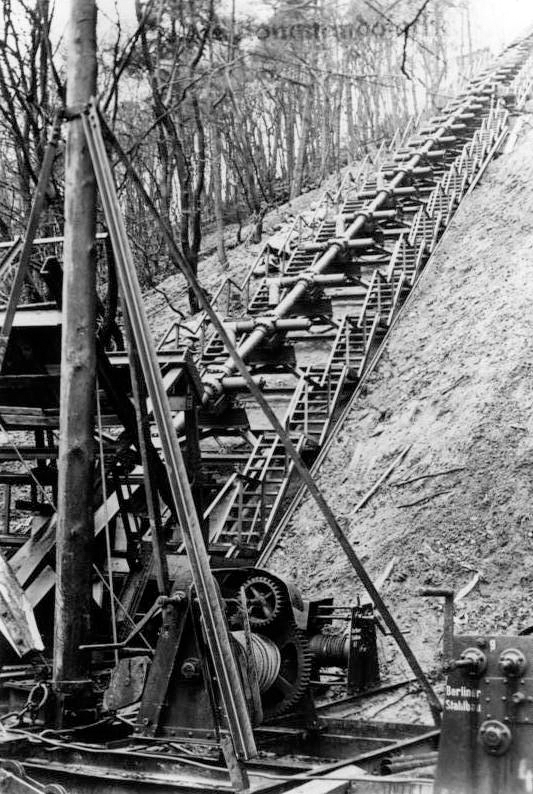
V3 auf dem Testgelände von Laatziger Ablage (Zalesie)

Die V3 (Vergeltungswaffe 3; Suggestivname: Fleißiges Lieschen; auch: Hochdruckpumpe HDP, Tausendfüßler oder Englandkanone) war 1942 ein deutsches Projekt für den Bau einer Superkanone.
Die Waffe war im Zweiten Weltkrieg konzipiert worden, um von Frankreich aus London zu beschießen, wurde aber vor ihrer Fertigstellung von alliierten Bombern zerstört. Mit zwei ähnlichen Superkanonen wurde Luxemburg von Dezember 1944 bis Februar 1945 beschossen.

## Konzept und Entwicklung

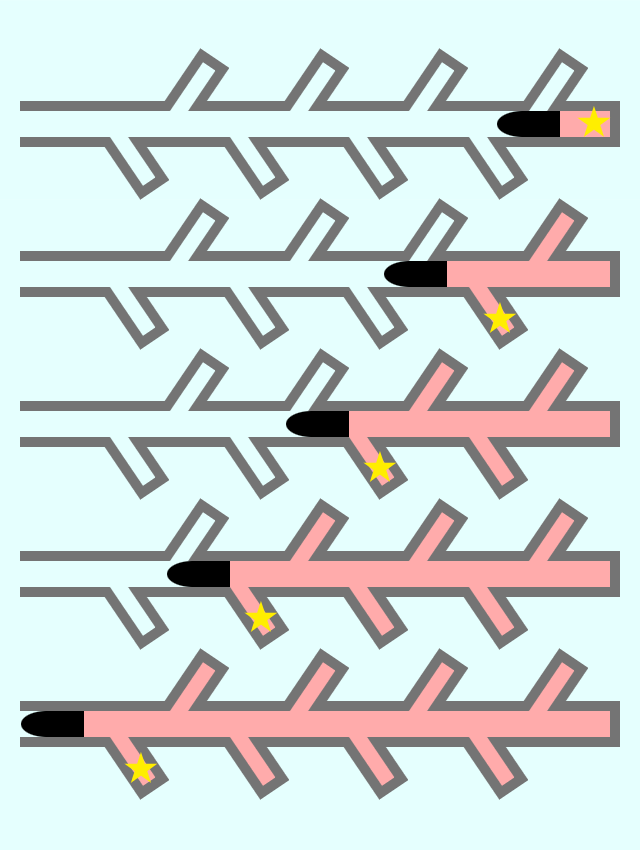
Prinzip des Mehrkammergeschützes

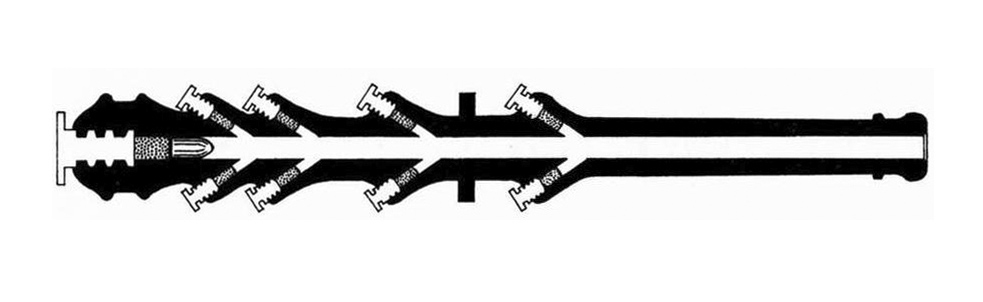
Mehrkammergeschütz von Louis-Guillaume Perreaux (Längsschnitt), 1878

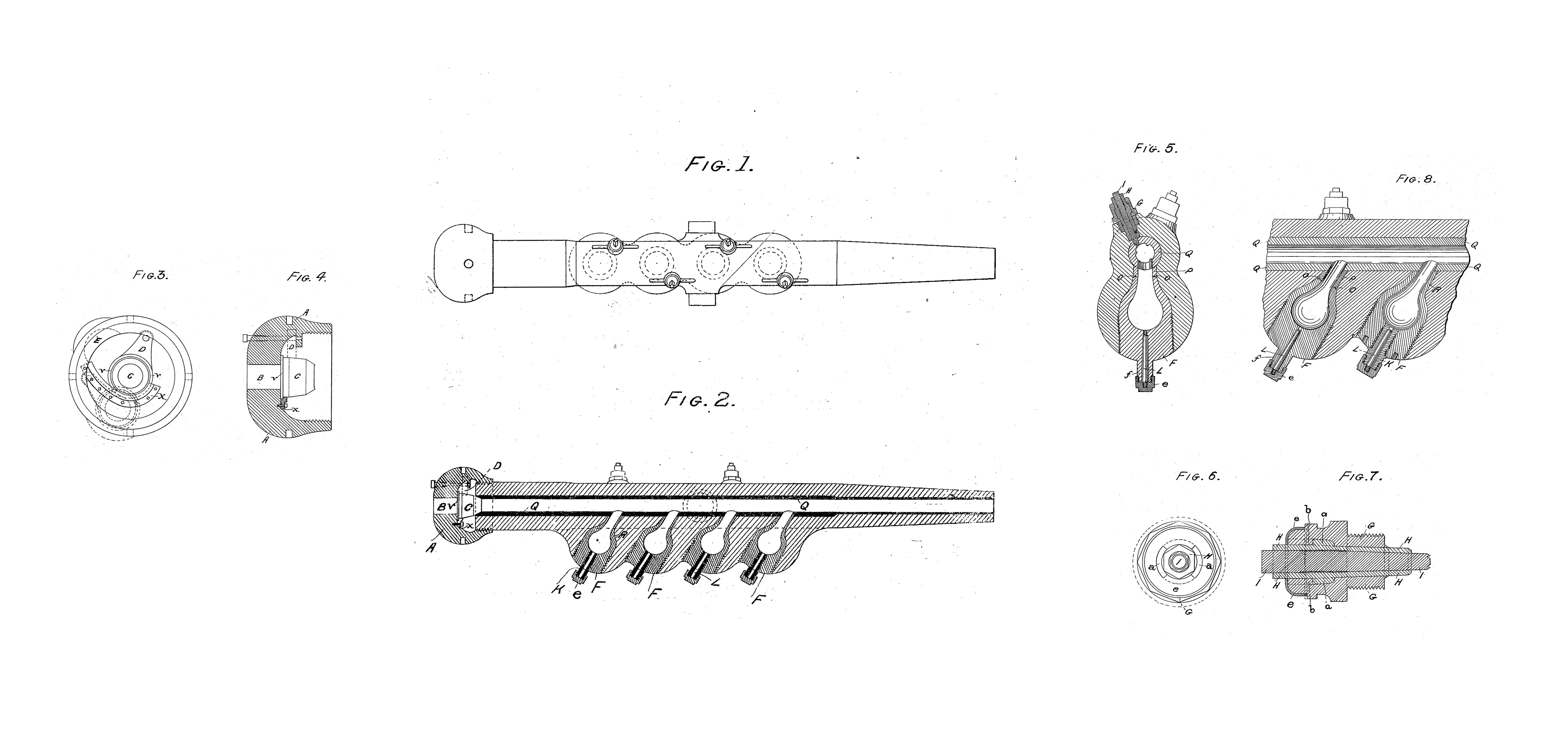
Zeichnungen aus Haskells Patentschrift von 1881, basierend auf Lymans Patent von 1878

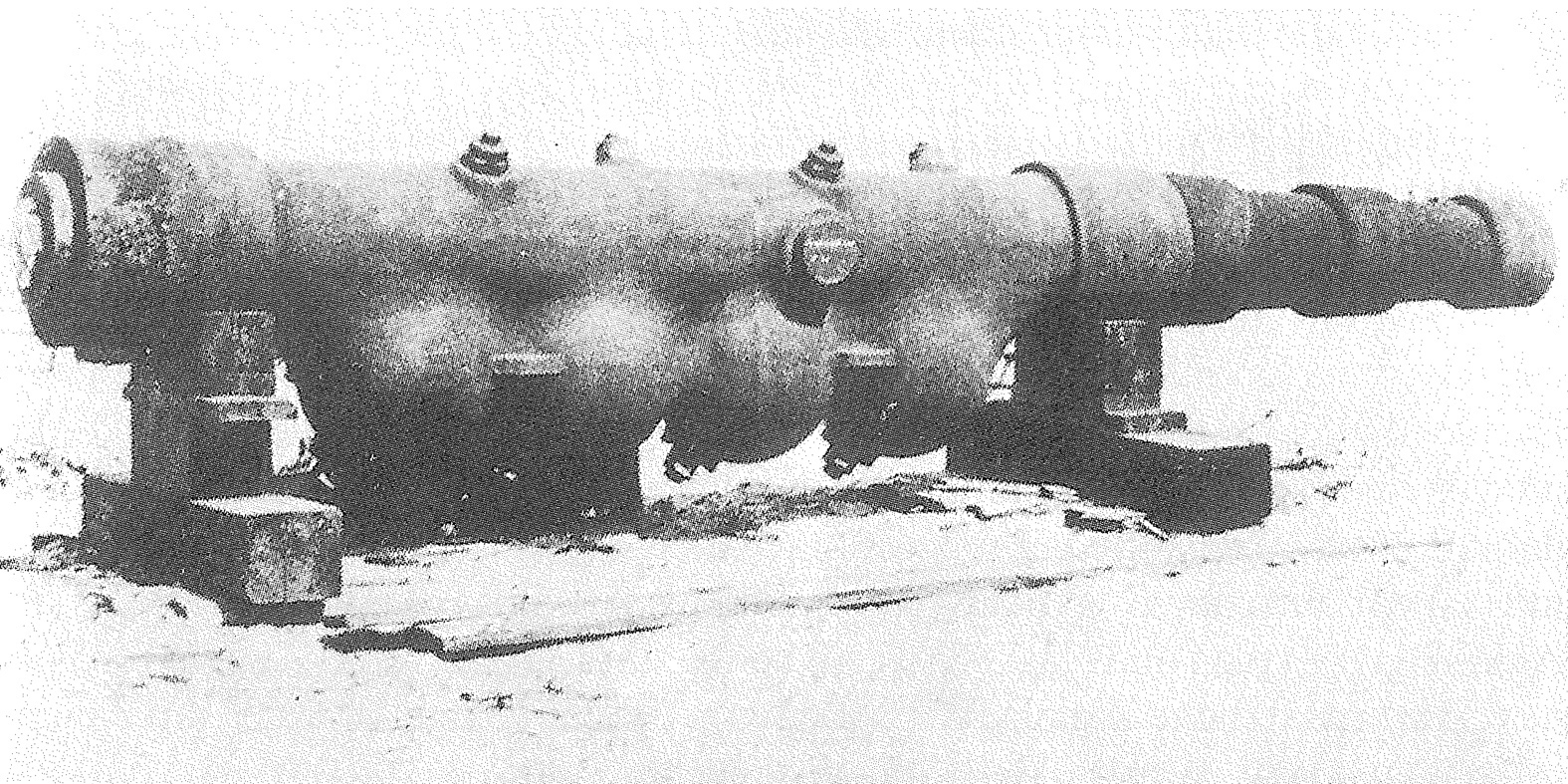
Mehrkammergeschütz von Lyman und Haskell, 1883

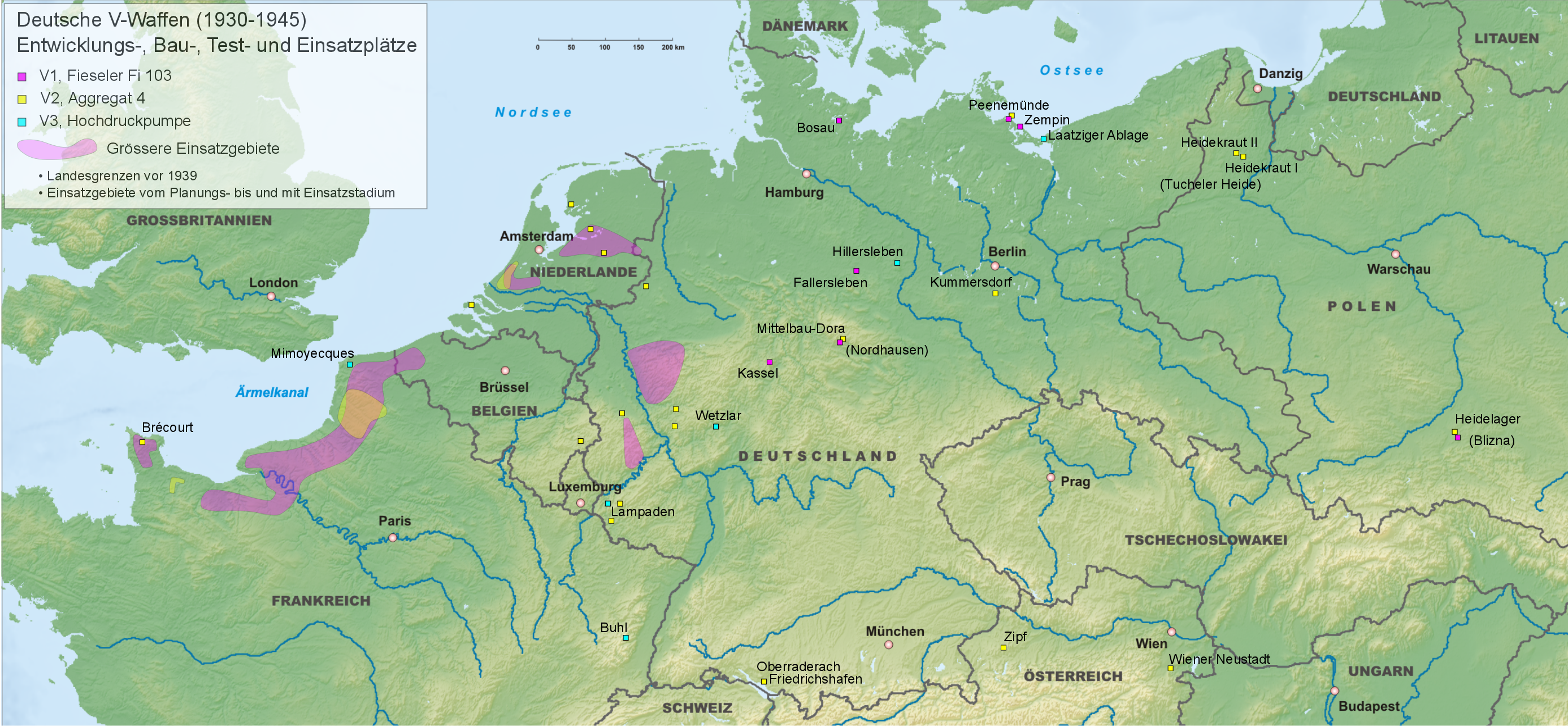
Entwicklungs-, Bau-, Test- und Einsatzstandorte der V3 (cyan)

Das Prinzip dieser Kanone war schon seit 1855 durch Patente der Amerikaner Azel Storrs Lyman und James Richard Haskell bekannt. Auf der Weltausstellung 1878 stellte der französische Ingenieur und Erfinder Louis-Guillaume Perreaux ein funktionsfähiges Mehrkammergeschütz vor. Später entwickelten die Franzosen als Antwort auf das deutsche Paris-Geschütz im Ersten Weltkrieg eine Mehrkammerkanone. Diese Pläne fielen den Deutschen 1940 bei der Besetzung Frankreichs in die Hände und wurden 1942 von Ingenieuren ausgewertet. Bei Röchling war zu diesem Zeitpunkt unter der Leitung von Oberingenieur August Coenders ebenfalls eine 2-cm-Version eines Mehrkammergeschützes in Entwicklung, mit dem Anfang 1943 erste Schießversuche in der Heeresversuchsanstalt Hillersleben stattfanden.

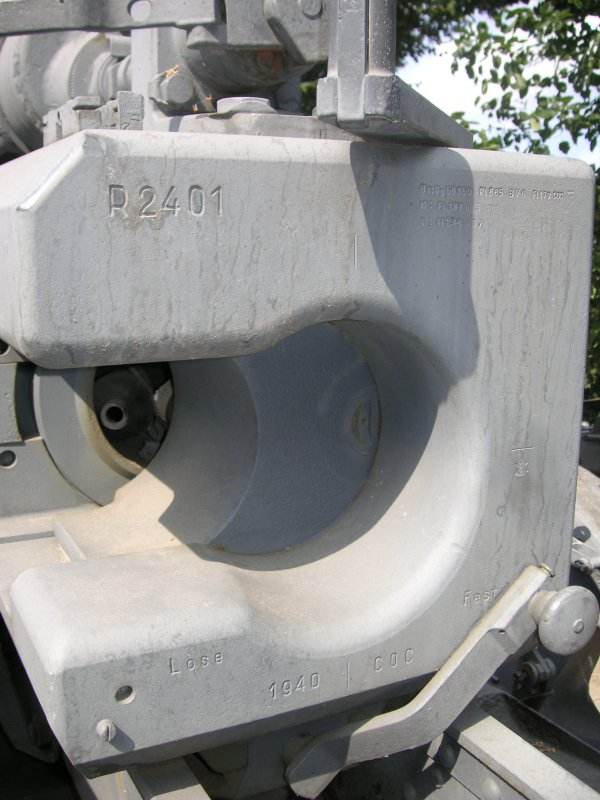
Keilverschluss der sFH 18

Die später zur Wunderwaffe hochstilisierte HDP (Hochdruckpumpe) bestand aus dem mehrteiligen Geschützrohr und mehreren an den Geschützrohrelementen angeflanschten Treibladungskammern. Deren Zündöffnungen wurden nacheinander durch die Bewegung des Geschosses nach vorn freigegeben, sodass die Hitze der Hauptladung die seitlichen Treibladungen zünden konnte. Dadurch wurde das Geschoss zusätzlich beschleunigt. Die Kanone hatte ein glattwandiges Rohr Kaliber 15 cm. Berechnungen ergaben, dass eine Mündungsgeschwindigkeit von 1500 m/s (5400 km/h) nötig sein würde, um Geschosse von etwa 140 kg über eine Distanz von 160 km verschießen zu können. Unter diesen Voraussetzungen wäre es möglich gewesen, von der französischen Kanalküste aus London zu beschießen.
Erste Schießversuche wurden im Januar 1944 mit einer horizontal angeordneten verkürzten Version mit sechs Segmenten in der Heeresversuchsanstalt Hillersleben durchgeführt. Als Verschluss der Kanone kam ein modifiziertes Bodenstück der 15-cm-sFH 18 mit Schubkurbelflachkeilverschluss zum Einsatz. Die Seitenkammern waren rechtwinklig angesetzt und hatten geschraubte Kolbenverschlüsse. Es wurden drei Meter lange Röchling Pfeilgranaten Kal. 15 cm mit 25 kg TNT Sprengladung der Röchling-Buderus AG verschossen. Diese Geschosse hatten einen Treibspiegel sowie vier eingerollte Stabilisierungsflügel aus Federstahl, welche sich nach Verlassen der Kanone entfalteten.
Die Weiterentwicklung der HDP erhielt unter 45° schräg angeordnete Seitenkammern, welche die Effizienz des Geschützes steigerten. Die Versuche in Hillersleben waren im Herbst 1943 im Wesentlichen abgeschlossen, nun erfolgte die Verlagerung auf das im Bau befindliche Testgelände bei Misdroy. Gefertigt wurden die Kanonenelemente bei Röchling-Buderus in Wetzlar und Völklingen. In Peenemünde wurden die Geschosse weiterentwickelt. Es entstand das Peenemünder Pfeilgeschoss PPG, das anstelle der Wickellamellen am Geschossende starre Flügel hatte.

## Anlagen

### Laatziger Ablage (Misdroy)

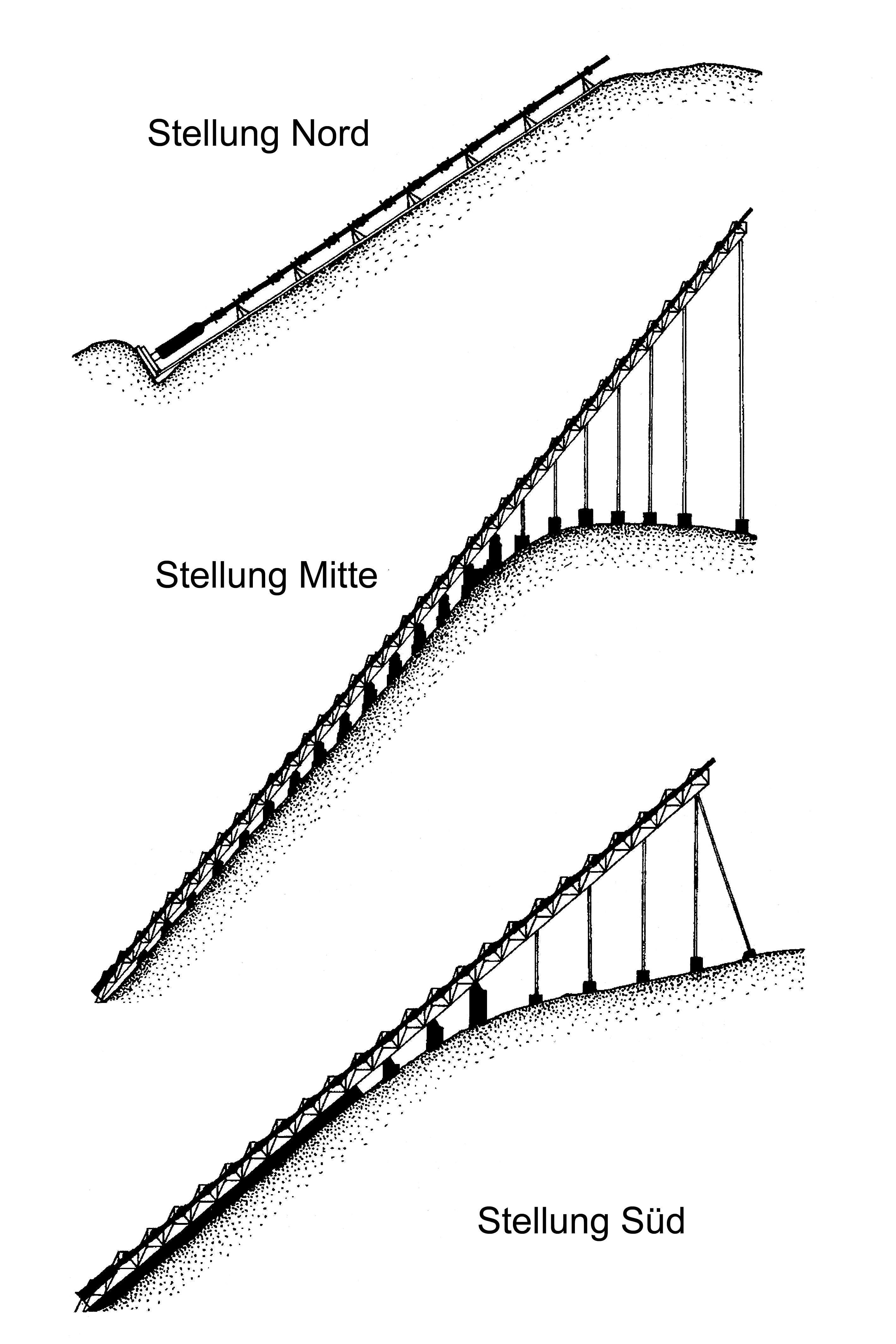
Mögliche Situation der drei Stellungen nach Piotr Laskowski

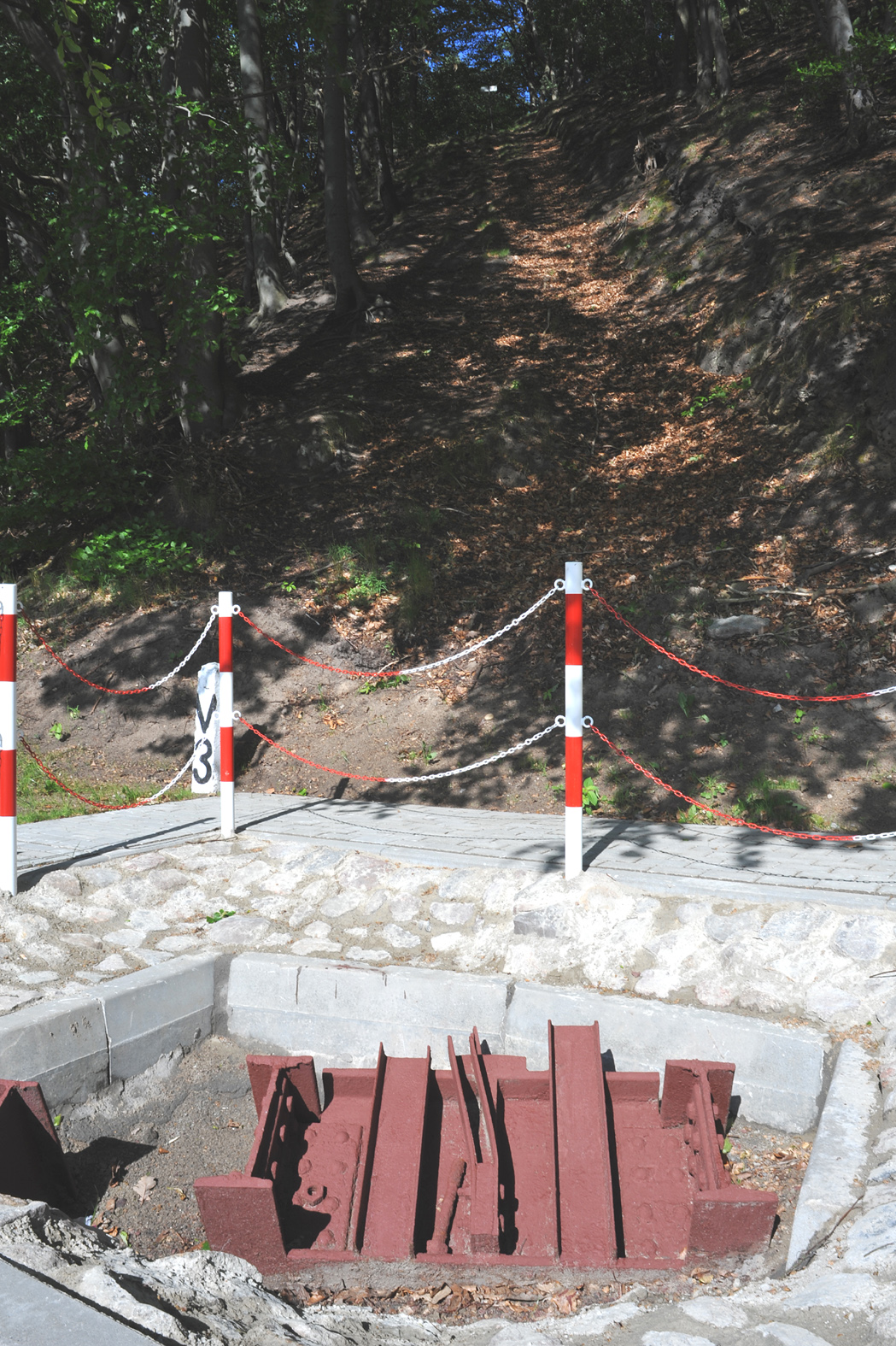
Endstück und Schneise der Stellung Nord, verkürzte Version

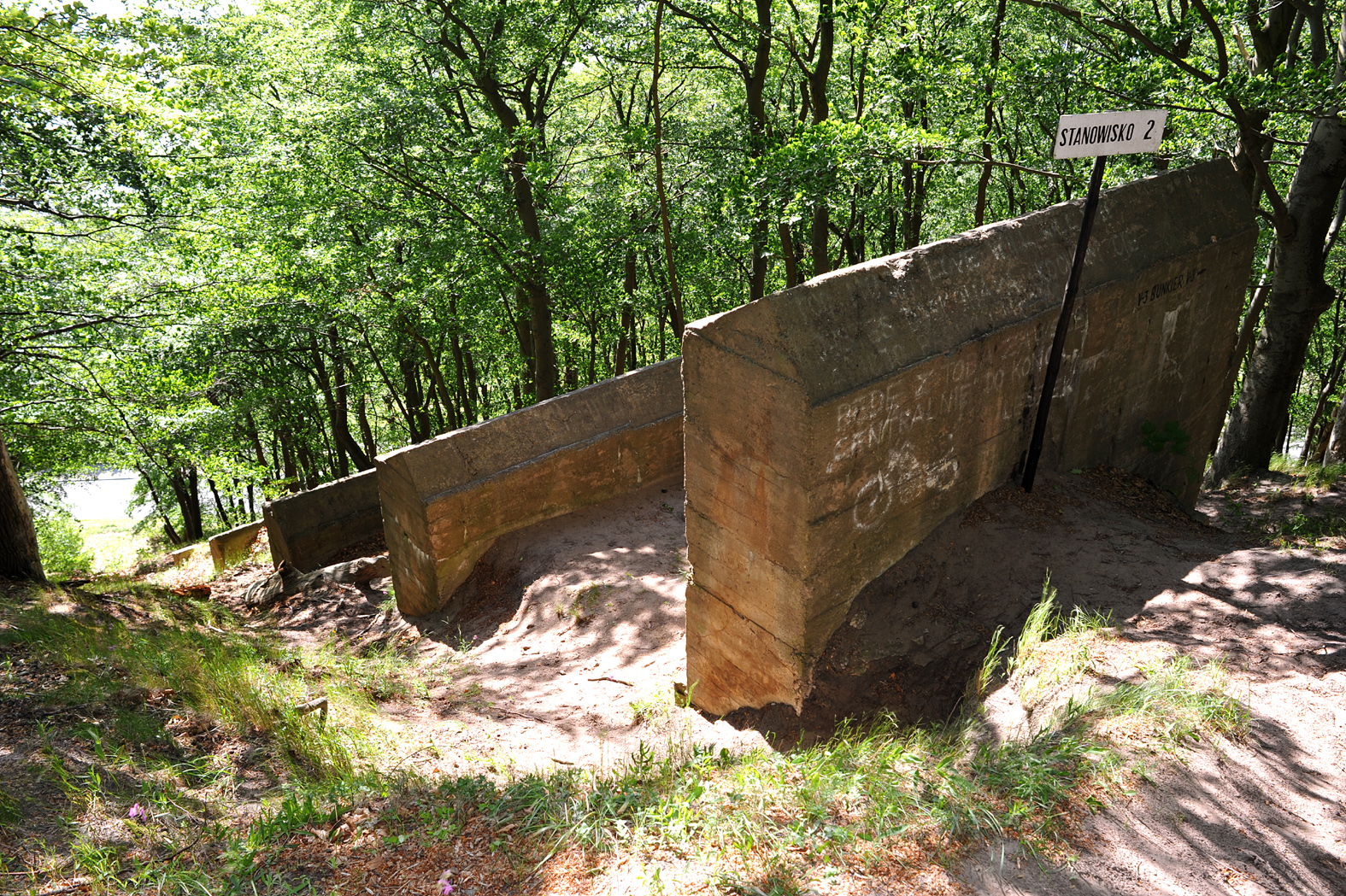
Betonsockel der Stellung Mitte

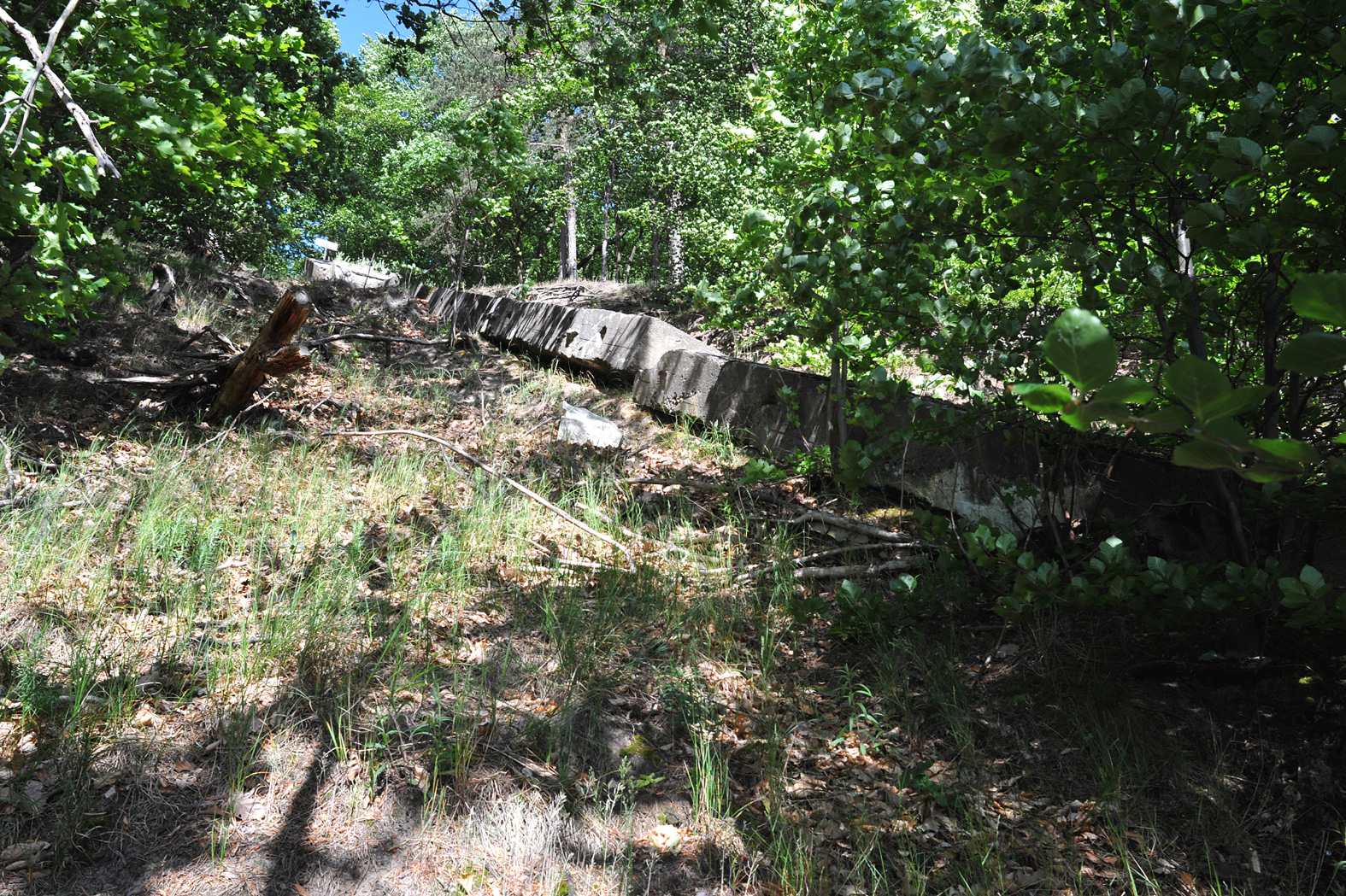
Betonplatte der Stellung Süd

Für die Serientests suchte man ein Gelände, welches einerseits die nötige Neigung zur Einrichtung des 130 m langen Kanonenrohrs unter bis zu 50° aufwies und andererseits eine Schussbahn frei von bewohnten Gebieten bot. Man wollte sicherstellen, dass bei frühzeitigen Abstürzen von Geschossen niemand zu Schaden kam und durch das Auffinden solcher Geschosse Zivilpersonen nicht Rückschlüsse auf die Art der Waffe ziehen könnten.
Ein passendes Gelände fand man auf Wollin bei Misdroy, am Höhenzug südlich der Laatziger Ablage (polnisch Zalesie). Von dort aus war es möglich, in nordöstlicher Richtung über etwa 50 km kaum bewohntes Gebiet in die Ostsee zu schießen. Die Erprobungsstelle für Mehrkammerkanonen zum Verschuss von Pfeilgranaten erhielt den Tarnnamen Pumpwerk Misdroy, da zu diesem Zeitpunkt das Geschütz zur Tarnung noch die Bezeichnung Hochdruckpumpe trug. Mit dem Bau der Anlage wurde Mitte 1943 begonnen.
Mitte Januar 1944 fanden die ersten Versuche mit Röchling-Speeren (offizielle Bezeichnung 15-cm-Sprenggranate 4481) statt. Die Geschosse erreichten jedoch nur 1100 m/s anstatt der geforderten 1500 m/s. Bei höheren Mündungsgeschwindigkeiten verloren die Geschosse an Stabilität, und es kam auch zu Rohrbrüchen, wie auf dem ersten Bild rechts oben zu erkennen. Da bereits 20.000 Röchling-Geschosse gefertigt waren, konnte man jedoch keine tiefgreifenden Änderungen mehr vornehmen. Es blieb nur das Herabsetzen des Geschossgewichts und die Reduktion der Treibladungen. Um die Lärmentwicklung bei den Schießversuchen zu übertönen, wurde in der Nähe dieser Versuchsanordnung eine 8,8-cm-Flak postiert.
Noch nach der Landung der Alliierten am 6. Juni 1944 in der Normandie wurden die Tests weitergeführt: bei Misdroy speziell die Qualität der Schleuderstahlgussrohre, in Hillersleben wurde weiterhin nach Verbesserungen an den Geschossen geforscht. Erstaunlich war und bleibt, dass im Gegensatz zu Mimoyecques und auch Peenemünde die Anlage bei Misdroy weder von den Alliierten aufgeklärt noch von den sowjetischen Truppen bei ihrem Vormarsch nach Westen zur Kenntnis genommen wurde.
Teile der drei nachgewiesenen Abschusssysteme befinden sich – heute noch gut sichtbar – zwischen den Orten Zalesie und Wicko (deutsch Vietzig), ungefähr drei Kilometer südlich von Misdroy (53° 53′ 59,8″ N, 14° 26′ 17″ O). Vermutet wird zwischen der Stellung 1 und dem Munitionsbunker, in dem sich heute ein kleines Militaria-Museum befindet, eine weitere Stellung für eine verkürzte Version.

### Mimoyecques

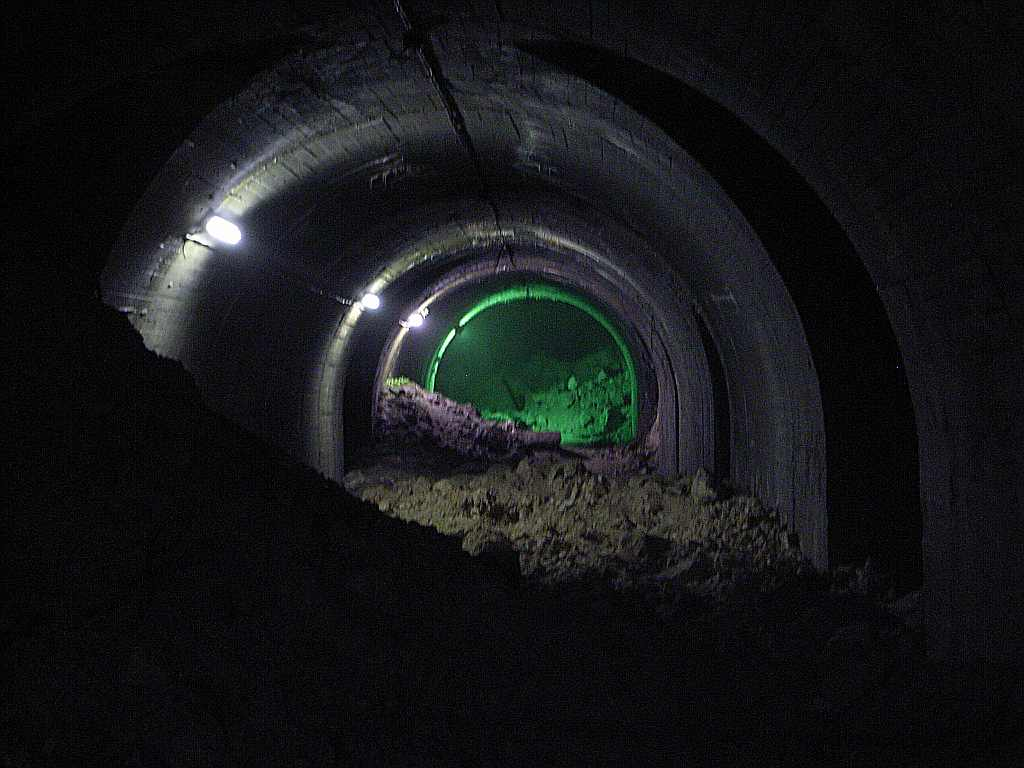
Hauptstollen im Bunker Mimoyecques

Hauptartikel → Mimoyecques (V3-Bunker)
Die größte Anlage ist die von Mimoyecques (50° 51′ 11″ N, 1° 45′ 32″ O) bei Landrethun-le-Nord südlich von Calais (Frankreich) an der Atlantikküste. Die Geschütze waren 140 m lang und sollten in der Lage sein, 140 kg schwere Geschosse über 165 Kilometer Entfernung zu verschießen.
Die Anlage wurde ab November 1943 im Rahmen der Operation Crossbow von der 8th Air Force mehrmals bombardiert. Vor ihrem ersten Schuss wurde dann die Waffe am 6. Juli 1944 durch drei britische Tallboy-Fliegerbomben endgültig zerstört.
Das erste Untergeschoss der Anlage kann besichtigt werden. Dort befinden sich eine Gedenkstätte sowie Belegstücke und Informationen zur V3.

### Lampaden

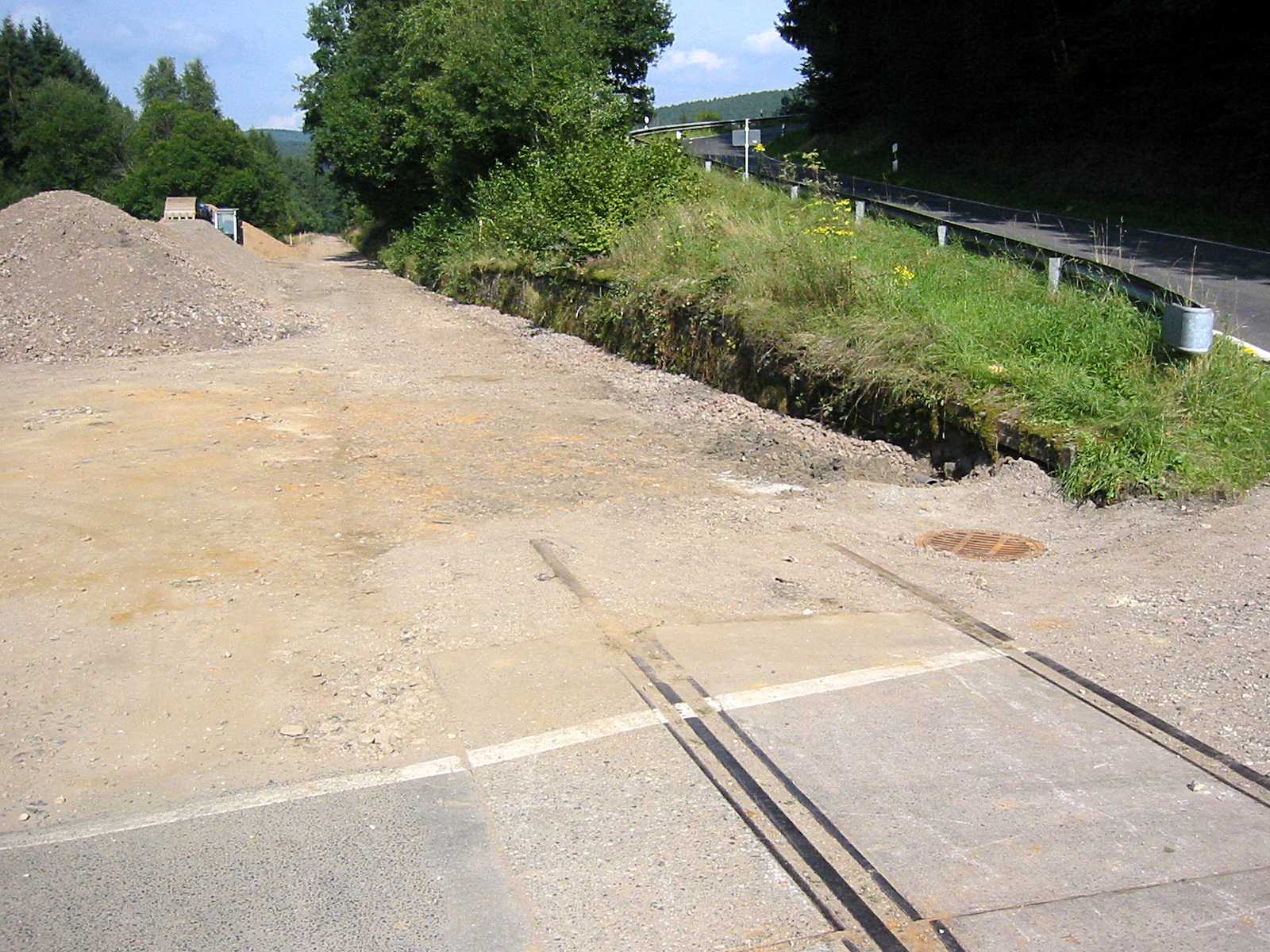
Ehemaliger Bahnhof Lampaden

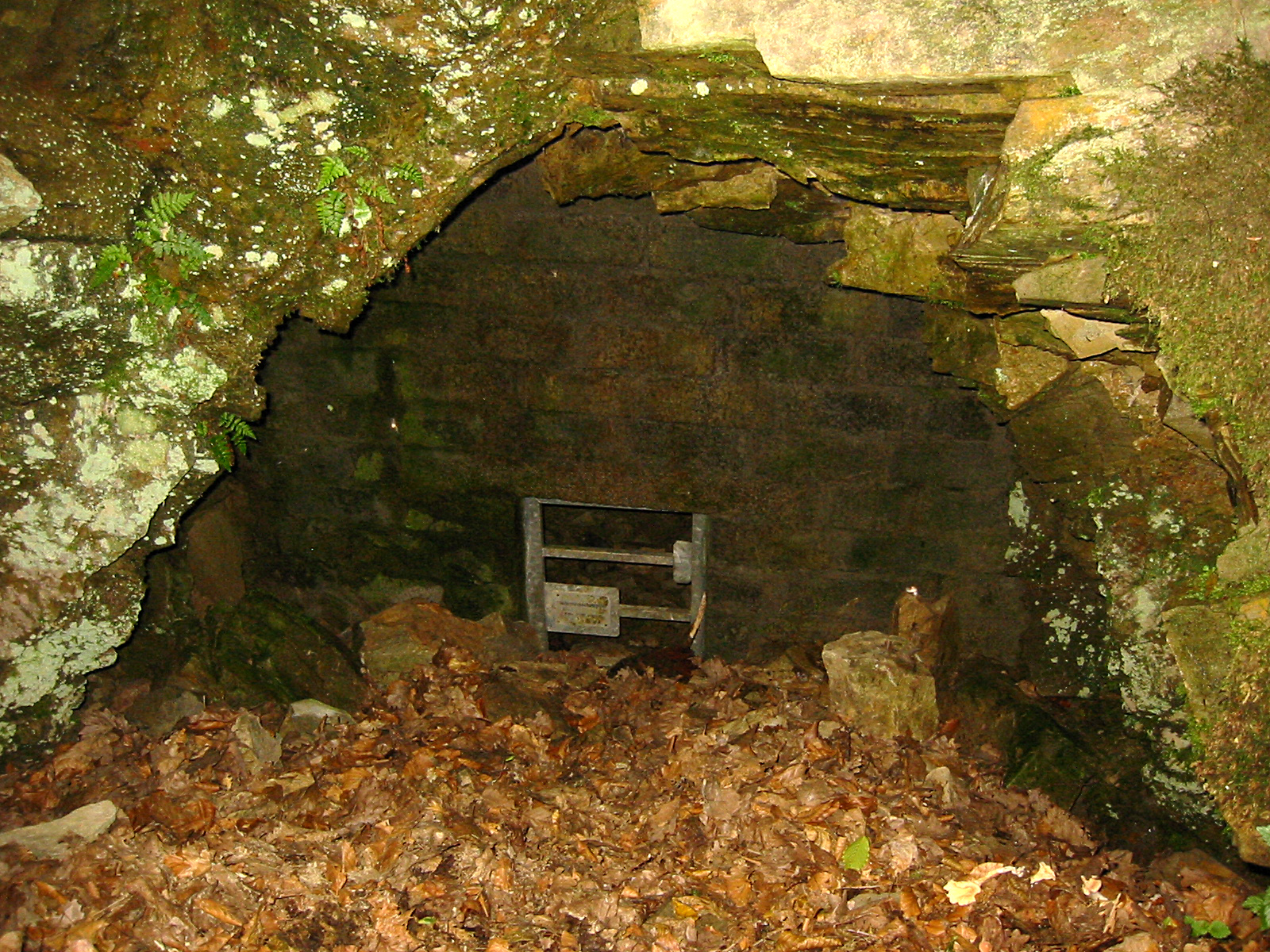
Vermauerter Zugang zum Felsgewölbe

Bei Lampaden (49° 38′ 20,2″ N, 6° 42′ 59,1″ O) nahe Trier standen die einzigen erwiesenermaßen eingesetzten V3.
Im Herbst 1944 wurde durch SS-Gruppenführer Hans Kammler, dem inzwischen alle Verbände der V-Waffen unterstanden, der Einsatz der HDP im Rahmen eines deutschen Gegenschlags an der Westfront vorbereitet. Die in Hillersleben und Misdroy vorbereiteten Geschütze erhielten die Bezeichnung LRK 15 F 58, 58-Meter-Langrohrkanone, Kaliber 15 cm, Verschluss Feldhaubitze. Erst etwa ab diesem Zeitraum führte die HDP im V-Waffen-Programm die Nummer 3.
Die Stadt Luxemburg wurde vom 30. Dezember 1944 bis zum 22. Januar 1945 während der Ardennenoffensive durch die zwei Geschütze mit insgesamt 183 Treibspiegelgranaten aus etwa 43 km Entfernung beschossen. Das Ziel war eine stark frequentierte Kreuzung in der Stadtmitte. Dieses ambitionierte Ziel wurde aufgrund des etwa 5 km großen Streuradius' jedoch nicht erreicht. Insgesamt gab es 44 bestätigte Treffer im Stadtgebiet. Obwohl das Vorhaben gleichzeitig mit der Ardennenoffensive stattfand, handelte es sich hierbei nur um eine Art „Truppenversuch“ der 1. Batterie der Heeres-Artillerie-Abteilung 705.
Im Gegensatz zu Mimoyecques wurden hier im Ruwertal die nur 58 m langen Kanonenrohre im bestehenden Gelände gut getarnt an einen bewaldeten Hang mit der passenden Neigung von 34° und Orientierung auf die Stadt Luxemburg aufgebaut. Der nahe gelegene Bahnhof war für den unauffälligen Transport des Materials für diese Anlage und deren Nachschub sehr wichtig.
Von der Anlage ist nicht mehr viel sichtbar. Die Kanonen wurden noch während des deutschen Rückzugs im Februar 1945 abgebaut und abtransportiert. Die Vegetation hat ihren ursprünglichen Raum wieder eingenommen. Die einzigen sichtbaren Überbleibsel dieser Zeit sind der vermauerte Zugang zu einem Felsgewölbe, das als Schutzraum diente, die planierten Hangbereiche für die zwei Kanonen sowie die darüber liegenden Gruben, in welche das Mündungsfeuer schlug. Der nur ca. 500 m entfernte ehemalige Bahnhof Lampaden an der Hochwaldbahn ist – wie die Bahnstrecke in diesem Abschnitt – komplett zurückgebaut.

## Verwandte Konstruktionen
Im Auftrag des irakischen Geheimdienstes wurde von Gerald Bull eine ähnliche Waffe entwickelt. Das Geschütz mit dem Decknamen „Baby Babylon“ sollte bei einem Kaliber von 35 cm einen etwa 46 m langen Lauf besitzen. Als Stellung für die Kanone wurde der Jabal Hamrin etwa 135 km nördlich von Bagdad ausgewählt, das Ziel sollte Israel sein. Das Projekt mit dem Tarnnamen Projekt Babylon oder auch Projekt 839 wurde allerdings Anfang 1990 durch den britischen Geheimdienst vereitelt.
Entwicklungen, welche ebenfalls das Prinzip der stufenweisen oder kontinuierlichen Beschleunigung eines Projektils nutzen, sind die Gaußkanone oder die Railgun. An solchen Entwicklungen wird auch noch zu Beginn des 21. Jahrhunderts gearbeitet.

## Sonstige Bedeutung
- Als V3 wird auch eine deutsche Interkontinentalrakete namens „Amerikarakete“ (siehe Aggregat 9 und Aggregat 10) bezeichnet, die jedoch nicht mehr gebaut wurde.
- In der stark von Zynismus geprägten Soldatensprache war V3 eine Bezeichnung für den Volkssturm.